# Semanotus
Semanotus es un género de escarabajos longicornios de la tribu Callidiini.

## Especies
- Semanotus algiricus Pic, 1905
- Semanotus amethystinus (LeConte, 1853)
- Semanotus amplus (Casey, 1912)
- Semanotus amplus sequoiae Van Dyke, 1923
- Semanotus australis Giesbert, 1993
- Semanotus basalis (Casey, 1924)
- Semanotus bifasciatus (Motschulsky, 1875)
- Semanotus conformis (Casey, 1924)
- Semanotus japonicus Lacordaire, 1869
- Semanotus juniperi (Fisher, 1915)
- Semanotus laurasii (Lucas, 1851)
- Semanotus laurasii corsicus Croissandeau, 1891
- Semanotus ligneus (Fabricius, 1787)
- Semanotus litigiosus (Casey, 1891)
- Semanotus nigroalbus Holzschuh, 1984
- Semanotus puncticollis (Wickham, 1914)
- Semanotus russicus (Fabricius, 1776)
- Semanotus russicus persicus (Solsky, 1876)
- Semanotus semenovi Okunev, 1933
- Semanotus sinoauster Gressitt, 1951
- Semanotus terminatus (Casey, 1912)
- Semanotus undatus (Linné, 1758)
- Semanotus yakushimanus Makihara, 2004